# Савина, Вера Юрьевна
Вера Юрьевна Савина (9 июня 1951, Тула) — белорусский киносценарист и журналист, дизайнер, куратор художественных выставок. Работала в Москве и Минске. Член Союза журналистов Москвы, Союза журналистов Республики Беларусь, Союза кинематографистов Республики Беларусь, Союза дизайнеров Республики Беларусь. В 2019 году ей присвоено почётное звание «Заслуженный деятель культуры Республики Беларусь».
Происходит из семьи потомственных российских дворян. Прадед Веры Юрьевны — Вячеслав Петрович Грушецкий, был личным врачом семьи Льва Толстого и главврачом Ваныкинской больницы в Туле, дед — Борис Вячеславович Грушецкий, был директором Тульского драмтеатра, отец — Юрий Павлович Матраев (1919—1993), солист оперы, баритон.
В 1973 году Вера Савина закончила филологический факультет Белорусского государственного университета. В 1968 году вышла её первая публикация в качестве журналиста — в газете «Советская Белоруссия». С 1977 по 1985 годы являлась редактором театрального отдела литературно-драматической редакции Белорусского телевидения. Была автором и редактором творческих портретов художников, писателей, кинематографистов, актёров, таких, как Андрей Миронов, Михаил Ульянов, Андрей Вознесенский, Станислав Любшин, Ростислав и Олег Янковские, Олег Табаков, Анатолий Папанов, Юрий Яковлев, Ада Роговцева, и многие другие.
В 1988—89 годах была внештатным корреспондентом телепрограммы «Взгляд» на Центральном Телевидении в Москве. С начала 1990-х годов ею написаны сценарии около тридцати документальных фильмов. В 1992 году — член жюри фестиваля телевизионных программ в Каннах (Франция) «FIPA» — секция «События в обществе и большие репортажи». Также занимается организацией культурных проектов и художественных выставок.

## Фильмография

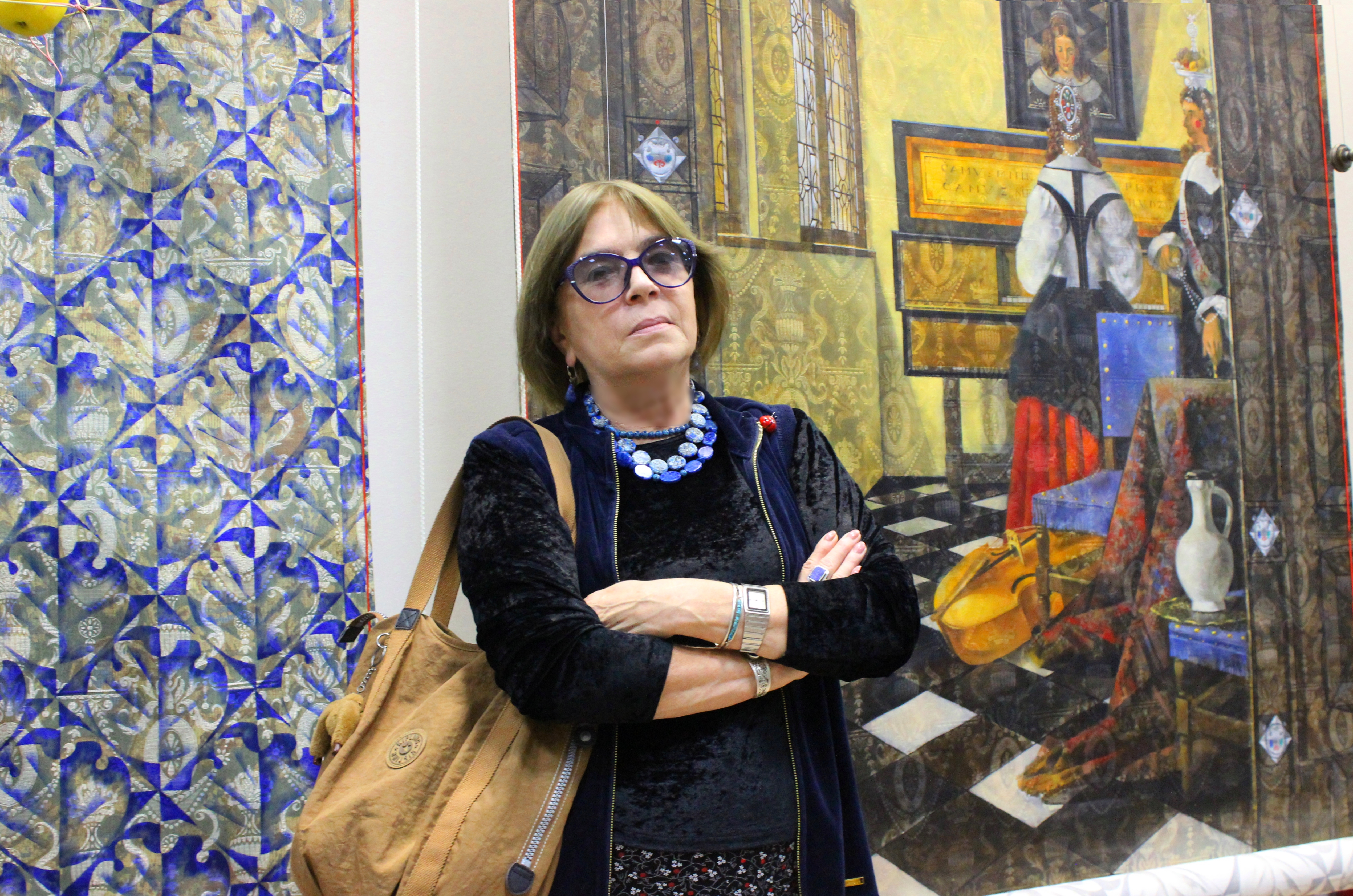
На открытии арт-проекта «Диалог эпох. Интерпретации» в минской художественной галерее произведений Леонида Щемелёва 5 сентября 2014 года

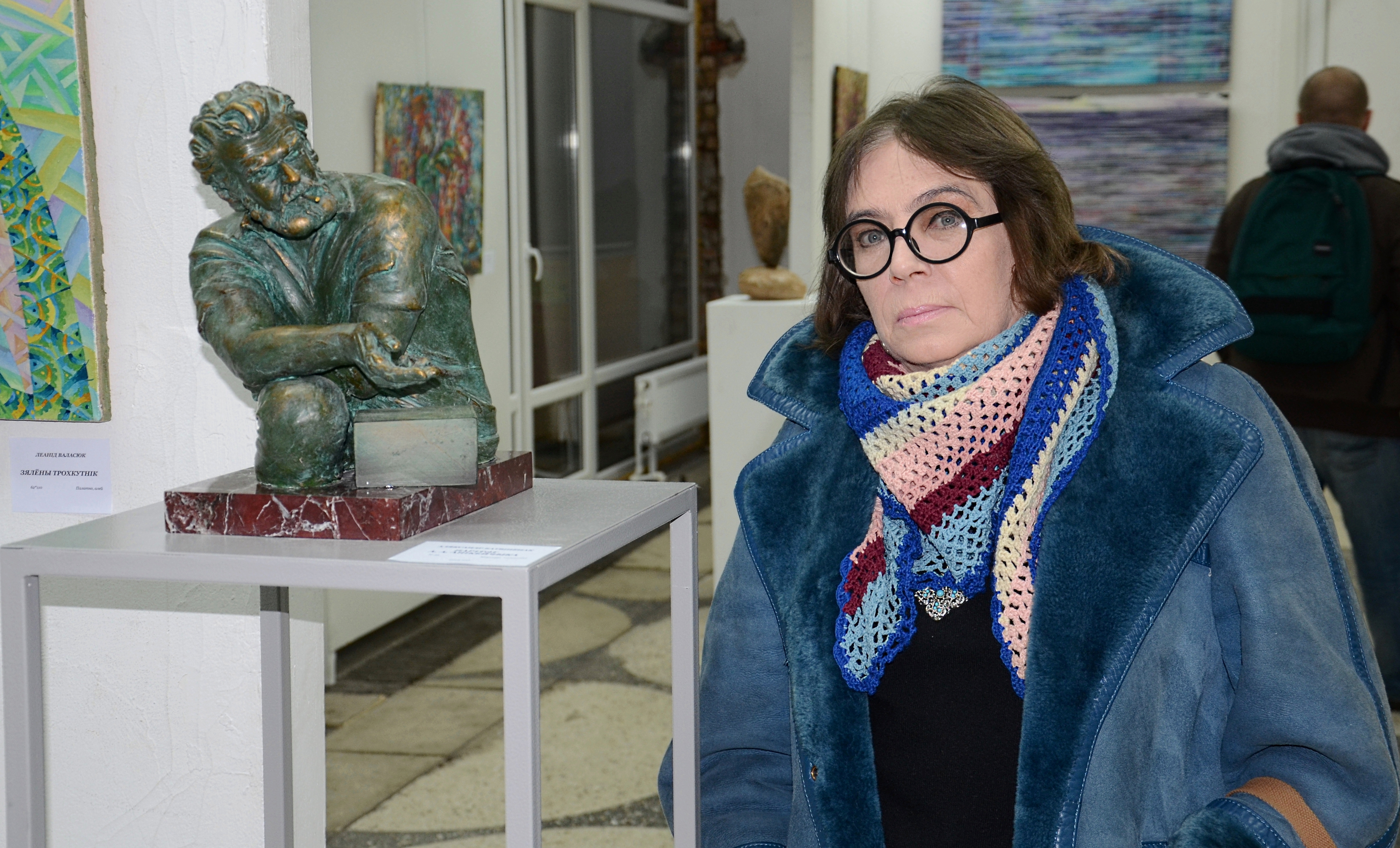
На выставке во Дворце искусства возле скульптуры Александра Ботвинёнка, посвящённой Анатолию Аникейчику, Минск, 27 ноября 2014 года

- «Ангел мой…» — Киностудия «Укркинохроника», Киев. 1991 год.
- «Что наша жизнь…» — к 150-летию П. И. Чайковского. «Лентелефильм», Ленинград, 1991 год.
- «Городу и миру» («Urbi et orbi») фильм о Марке Шагале, «Союзэкофильм», Москва, 1991 год.
- «Владыка» — Митрополит Минский и Слуцкий, патриарший экзарх Беларуси Филарет. Творческое объединение «Телефильм», Белгостелерадио, 1993 год.
- «Художник Борис Заборов из Парижа». Киновидеостудия «Татьяна», Минск, 1993 год.
- «Я садовником родился». Творческое объединение «Телефильм», Белгостелерадио, Минск, 1996 год.
- «Мой Минск». Творческое объединение «Телефильм», Белгостелерадио, Минск, 1996 год.
- «Человек из Гаскони». Белгостелерадио. Минск, 1998 год.
- «Дирижёр Александр Анисимов» Творческое объединение «Телефильм», Белгостелерадио, Минск, 1999 год.
- «На фоне века». («Беларусь, XX век»). Творческое объединение «Телефильм», Белгостелерадио, Минск, 2000 год.
- «Солдат своего времени» (партийный и государственный деятель БССР Т. Я. Киселёв). Белвидеоцентр, Минск, 2000 год.
- «Судьба человека. Ирина Виолентий». Творческое объединение «ФИТТ», Минск, 2001 год.
- «Судьба человека. Мария и Иосиф». Творческое объединение «ФИТТ», Минск, 2002 год.
- «Я представляю это так». Директор Копыльского краеведческого музея В. Шуракова. (В телевизионном цикле «Общий дом».) Белвидеоцентр, Минск, 2002 год.
- «Ромашка» (мастер прически В. Ерёменко) («Общий дом»). Белвидеоцентр, Минск, 2002 год.
- «Паливода» (композитор Игорь Паливода). Белвидеоцентр, Минск, 2002 год.
- «Принцесса цирка» (Директор Белгосцирка Т. Бондарчук) («Общий дом»). Белвидеоцентр, Минск, 2002 год.
- «Судьба человека. Пан Тадэуш». Творческое объединение «ФИТТ» г. Минск, 2002 год.
- "Белорусская освободительная операция «Багратион». Белвидеоцентр, г. Минск, 2003—2004 гг.
- «Когда замолкла сегидилья» — к 100-летию народной артистки СССР и народной артистки БССР Ларисы Александровской. Белвидеоцентр, Минск, 2005 год.
- «Дизайнеры» (о белорусском Союзе дизайнеров). Белвидеоцентр, Минск, 2005 год.
- «Минск — моя столица». «Белвидеоцентр», Минск, 2006 год (в соавторстве с Александром Ниловым).
- «Здесь. Сейчас. Сегодня». (Драматург Елена Попова). Студия документального кино, Белорусское телевидение. 2007 год (в соавторстве с Александром Ниловым).
- «Благословите посетить обитель». Пушкин и Свято-Успенский Святогорский монастырь, Пушкин и православие. Студия документального кино, Белорусское телевидение, 2009 год (в соавторстве с Александром Ниловым).
- «Мама». Народная артистка СССР, народная артистка БССР Галина Макарова. Студия документального кино, Белорусское телевидение, 2009 год (в соавторстве с Александром Ниловым).
- «Этот странный мир… Чеслав Немен». Студия документального кино, Белорусское телевидение, 2009 год (в соавторстве с Александром Ниловым).
- «Застывшая музыка Лангбарда» (архитектор, обладатель «Гран-при» Всемирной парижской выставки 1937 года). Студия документального кино, Белорусское телевидение, 2010 год (в соавторстве с Татьяной Бембель).
- «Синематека». Режиссёр Валерий Рыбарев. Белорусское телевидение, июнь 2011 г.
- «Марк Шагал. Нереальная реальность», Белвидеоцентр.

## Публикации
- белорусская пресса: газета «Советская Белоруссия», газета «Культура», «Літаратура і мастацтва», журнал «Бярозка»;
- российская пресса: «Известия»;
- французская пресса: «Русская мысль», «Миди либр»;
- интервью на радио «Свобода».

## Организация выставок и фестивалей
- 1990 год (июнь — октябрь), 1991 год (март — апрель) — выставка «Франция + Форма» с участием белорусских и французских художников: Москва, Минск, Витебск, Ним (Франция). Подготовка каталога выставки, аукциона, пресс-релиз, паблик рилейшнс.
- 1990 год (июнь — октябрь) — выставка «Волшебство наива» — Екатерина Медведева и московские художники: Москва, Ним (Франция). Подготовка каталога выставки, аукциона, пресс-релиз, паблик рилейшнс.
- 1993—2003 годы — гуманитарная акция в помощь слабослышащим детям в Беларуси, организованная Ассоциацией врачей Лазурного Берега Франции «Gam sourdite» при поддержке посольства Республики Беларусь во Франции и лично посла Республики Беларусь во Франции госпожи Нины Николаевны Мазай.
- 1995 год (июнь) — выставка белорусских художников в Блумендале (Нидерланды) — соцреализм. (Адольф Гугель[бел.], Раиса Кудревич, Павел Маслеников, Май Данциг, Валерий Шкарубо, Алексей Равский). Пресс-релиз.
- 1995 год — выставка Бориса Заборова в Культурном центре аэрокосмических исследований «Аэроспасьяль», Тулуза (Франция).
- 1995 год — персональная выставка Мая Данцига в Блумендале, (Нидерланды).
- 2000 год — организация фестиваля белорусского и российского кино в Зандворте (Нидерланды).
- 2008 год — выставка живописи художницы Тамары Батаковой-Матвеенко в Красном Костёле (Минск), совместно с посольством Республики Польша в Республике Беларусь.
- 2008—2009 год — выставка живописи Тамары Батаковой-Матвеенко и А. Матвеенко в Белостоке, Бяла-Подляске и Хайнувке, совместно с Генеральным консульством Республики Беларусь в Белостоке.
- 2010—2013 годы — помощь в создании Дома-музея Чеслава Немена в деревне Старые Василишки (Щучинского района Гродненской области), и в сборе музейных экспонатов.
- 2011—2014 годы — работа по созданию попечительского совета Дома-музея Чеслава Немена в Старых Василишках, концепции развития музея, разработка сценария праздника в Старых Василишках[5].
- 2012 год — выставка живописи Тамары Батаковой-Матвеенко в Бяла-Подляске, совместно с Генеральным консульством Республики Беларусь и польским центром культуры Бяла-Подляски.

## Награды и медали
- 2012 год — государственная награда «Медаль Франциска Скорины».
- 1982 год — Приз белорусского Союза журналистов «Золотое Перо» за творческий портрет народного художника БССР, скульптора Анатолия Аникейчика.
- 1983 год — 1-й Приз всесоюзного фестиваля телевизионных программ в Кишинёве за творческий портрет народного артиста СССР Ростислава Янковского и заслуженного артиста СССР Олега Янковского.
- 1991 год — Приз зрительских симпатий телеканала Останкино за документальный фильм «Ангел мой…» («Укркинохроника». Киев).
- 1996 год — Диплом международного фестиваля славянских и православных фильмов «Золотой Витязь» за фильм «Я садовником родился» (Творческое объединение «Телефильм» Белгостелерадио).
- 1997 год — Главный приз критиков на IV международном фестивале женского кино в Минске за фильм «Художник Борис Заборов» (Киновидеостудия «Татьяна», Минск).
- 1997 год — Гран-при 1-го белорусского национального кинофестиваля в Бресте за фильм «Художник Борис Заборов» (студия «Татьяна», Минск).
- 1999 год — Диплом фестиваля русских фильмов в Зандворте (Нидерланды) за фильм «Художник Борис Заборов».
- 2004 год — Диплом фестиваля «Золотой Витязь» в Иркутске фильм «Имени Багратиона». К 60-летию освобождения Беларуси от немецко-фашистских захватчиков.
- 2010 год — Диплом номинанта к награде имени Ежи Гедройца Польского института в Минске «За волнующую киноповесть о Чеславе Немене».
- 2012 год — Награда Брестского фестиваля национального кино «За оригинальное решение темы» — фильм «Марк Шагал. Нереальная реальность».